# Woloske (Chmelnyzkyj)
Woloske (ukrainisch Волоське; russisch Волосское Wolosskoje) ist ein Dorf im Osten der ukrainischen Oblast Chmelnyzkyj mit etwa 600 Einwohnern (2001).
Das erstmals 1431 als Schljachowi Korytschynzi (Шляхові Коричинці) schriftlich erwähnte Dorf hieß bis 1967 Woloski Korytschischzi (Волоські Коричішці).
Im Dorf wurde im Oktober 1835 der Führer der podolischen Bauernbewegung Ustym Karmaljuk erschossen. In der Ortschaft befindet sich mit der 1897 errichteten Holzkirche des hl. Johannes des Theologen, deren Vorgängerbauten bis auf das Jahr 1756 zurückgehen, ein Architekturdenkmal von regionaler Bedeutung.
Die Ortschaft liegt auf einer Höhe von 338 m 9 km südlich vom ehemaligen Rajonzentrum Deraschnja und 48 km südöstlich vom Oblastzentrum Chmelnyzkyj.
Am 12. Juni 2020 wurde das Dorf ein Teil der neugegründeten Stadtgemeinde Deraschnja, bis dahin bildete es zusammen mit dem Dorf Huta (Гута) die gleichnamige Landratsgemeinde Woloske (Волоськівська сільська рада/Woloskiwska silska rada) im Südwesten des Rajons Deraschnja.
Am 17. Juli 2020 kam es im Zuge einer großen Rajonsreform zum Anschluss des Rajonsgebietes an den Rajon Chmelnyzkyj.